# MIT лиценз
MIT лицензът е лиценз за свободен софтуер, произлизащ от Масачузетския технологичен институт. Лицензът позволява преизползването на лицензираното с него съдържание в софтуер със затворен код и е съвместим с GPL, което означава, че GPL позволява комбинация и разпространяване със съдържание, лицензирано под лиценза MIT. MIT лицензът изисква негово копие да бъде разпространявано заедно със софтуера или значителни части от него.
MIT лицензът има няколко различни версии. Според Фондацията за свободен софтуер, след като MIT са използвали различни лицензи за софтуера си, означението „MIT лиценз“ не е едносмислено и е по-правилно да се говори за Expat лиценз (използван за Expat) или за X11 лиценз (използван за X Window System от MIT X Consortium). MIT лицензът, който е често използван и е публикуван на официалния сайт на Инициативата за отворен код, е същият като лиценза на Expat.
XFree86 Project използва модифициран MIT лиценз за XFree86 версия 4.4 и по-късни. Този лиценз включва клауза, която изисква специално признание, казващо, че продуктът използва софтуер от XFree86 Project. Фондацията за свободен софтуер твърди, че тази добавка не е съвместима с версия 2 на GPL, но е съвместима с версия 3.

## Текст на Expat версията
| „ | Copyright (C) <година><притежател> Предоставя се безплатно разрешение, на всеки човек, който получава копие на този Софтуер и принадлежащата му документация („софтуерът“), да се ползва без ограничения, включително без ограничаване на правата за ползване, копиране, модифициране, сливане с друг софтуер, публикуване, разпространяване, под-лицензиране, и/или продаването на копия на Софтуера, също така лицата, на които този софтуер е предоставен, да ползват същите права при спазване на следните условия: Горните авторски права и настоящата разрешителна забележка, да се включват във всички копия или значителни части от Софтуера. СОФТУЕРЪТ СЕ ПРЕДОСТАВЯ „ТАКЪВ КАКЪВТО Е“, БЕЗ ГАРАНЦИЯ ОТ КАКЪВТО И ДА Е ВИД, ЯВНА ИЛИ НЕЯВНА, ВКЛЮЧИТЕЛНО НО И НЕ САМО ТЪРГОВСКИ ГАРАНЦИИ, ГОДНОСТ ЗА ОПРЕДЕЛЕНА ЦЕЛ И НЕНАРУШАВАНЕ. АВТОРЪТ ИЛИ ПРИТЕЖАТЕЛИТЕ НА ЛИЦЕНЗА В НИКАКЪВ СЛУЧАЙ НЕ НОСЯТ ОТГОВОРНОСТ ЗА КАКВИТО И ДА Е ИСКОВЕ, ЩЕТИ ИЛИ ДРУГИ ОТГОВОРНОСТИ, НЕЗАВИСИМО ДАЛИ СА В СЛЕДСТВИЕ ОТ ДОГОВОР, НАРУШЕНИЕ ИЛИ ПО ДРУГ НАЧИН, ПРОИЗТИЧАЩИ ОТ ИЛИ ВЪВ ВРЪЗКА СЪС СОФТУЕРА ИЛИ ИЗПОЛЗВАНЕТО МУ ИЛИ ДРУГИ НЕЩА ВЪВ СОФТУЕРА. | “ |